# Phalacrocera replicata
Phalacrocera replicata är en tvåvingeart som först beskrevs av Carl von Linné 1758.  Phalacrocera replicata ingår i släktet Phalacrocera och familjen mellanharkrankar. Arten är reproducerande i Sverige. Inga underarter finns listade i Catalogue of Life.